# Черное Озеро (озеро)
Черное Озеро (устар. Черное-озеро) — озеро в России, расположено на территории городского поселения Верхнетуломский в Кольском районе Мурманской области. Площадь водного зеркала — 1,56 км².
Озеро лежит на высоте 110,6 метра над уровнем моря среди елово-берёзового леса между озёрами Яврозеро и Охтозеро. Имеет продолговатую, вытянутую в меридиональном направлении, форму. С севера в Черное Озеро впадает ручей, текущий по заболоченной местности, с юго-востока — ещё два ручья. Восточный, южный и северо-западный берега заболочены. Из юго-западной части озера вытекает речка Черная, впадающая в Яврозеро. Черное Озеро относится к бассейну реки Тулома, к подбассейну реки Явр.
Код водного объекта — 02010000311101000001395.